# Destructor Scirocco
El Scirocco va ser un dels quatre destructors de classe Maestrale construïts per a la Regia Marina a principis dels anys trenta. Acabat el 1934, va servir a la Segona Guerra Mundial.

## Disseny i descripció
Els destructors de classe Maestrale eren un disseny completament nou destinat a rectificar els problemes d'estabilitat de la classe Folgore anterior. Tenien una longitud entre perpendiculars de 101,6 metres (333 peus 4 polzades) i una longitud total de 106,7 metres (350 peus 1 polzada). Els vaixells tenien una mànega de 10,15 metres (33 peus 4 polzades) i un calat mitjà de 3,31 metres (10 peus 10 polzades) i 4,3 metres (14 peus 1 polzades) amb càrrega profunda. Van desplaçar 1.640 tones mètriques (1.610 tones llargues) amb càrrega estàndard i 2.243 tones mètriques (2.208 tones llargues) a càrrega profunda. El seu complement durant la guerra era de 7 oficials i 176 sotsoficials i marineria.
Els Maestrale eren propulsats per dues turbines de vapor Parsons, cadascuna impulsava un eix de l'hèlix utilitzant vapor subministrat per un trio de calderes de tres tambors. Les turbines van ser dissenyades per produir 44.000 cavalls de força (33.000 kW) i una velocitat de 32-33 nusos (59-61 km/h; 37-38 mph) en servei, tot i que els vaixells van assolir velocitats de 38-39 nusos (70–72 km/h; 44–45 mph) durant les seves proves de mar amb una càrrega lleugera. Portaven prou fuel per donar-los una autonomia de 2.600 a 2.800 milles nàutiques (4.800–5.200 km; 3.000–3.200 milles) a una velocitat de 18 nusos (33 km/h; 21 mph) i 690 nmi (1.280 km; 790 milles) a una velocitat de 33 nusos (61 km/h; 38 mph)).
La seva bateria principal consistia en quatre canons de 120 mil·límetres (4,7 polzades) en dues torretes de dos canons, una a davant i a darrere de la superestructura. Al mig del vaixell hi havia un parell de canons estrella de calibre 15 de 120 mil·límetres. La defensa antiaèria (AA) per als vaixells de la classe Maestrale va ser proporcionada per quatre metralladores de 13,2 mil·límetres (0,52 polzades). Estaven equipats amb sis tubs de torpedes de 533 mil·límetres (21 polzades) en dos muntatges triples al mig del vaixell. Encara que els vaixells no tenien un sistema de sonar per a tasques antisubmarines, estaven equipats amb un parell de llançadors de càrregues de profunditat. El Maestrale s podia portar 56 mines.

## Història
El 1937-1938 va participar en la guerra civil espanyola, escortant els mercaders que portaven voluntaris italians a Espanya.
El 10 de juny de 1940, quan Itàlia va entrar a la Segona Guerra Mundial, va formar el X Esquadró de Destructors juntament amb els bessons Maestrale, Grecalel i Libeccio.
Durant la Segona Guerra Mundial va treballar tant amb les forces de batalla com en la defensa del trànsit transportat a Líbia
El 2 de juliol de 1940 va ser enviat juntament amb bessons, als creuers lleugers Bande Nere i Colleoni, a la 1a Divisió (creuers pesants Zara, Fiume i Gorizia) i al 9è Esquadró de Destructors (Alfieri, Oriani, Gioberti, Carducci) per actuar. com a escorta indirecta a un comboi que tornava a Líbia (formaren el comboi de transport de tropes Esperia i Victòria, amb l'escorta dels torpediners Procione, Orsa, Orione i Pegaso, a la ruta Trípoli-Nàpols).
El 6 de juliol pertanyia a l'escorta del primer gran comboi per a Líbia (anomenada operació «TCM»): amb sortida de Nàpols a les 19.45, el comboi estava format pels transports de tropes Esperia i Calitea (que transportaven respectivament 1571 i 619 homes) i per els nous motors de càrrega Marco Foscarini, Vettor Pisani i Francesco Barbaro (amb una càrrega total de 232 vehicles, 5.720 t de combustible i lubricants i 10.445 t d'altres materials); a més de les quatre unitats de l'X Esquadró de Destructors, els creuers lleugers també formaven part de l'escorta el Bande Nere i el Colleoni i el XIV Esquadró de Torpediners (Procione, Orsa, Orione, Pegaso). Els vaixells van arribar al seu destí de Bengasi sense problemes el 8 de juliol.
De tornada a Augusta, la X Squadriglia va marxar de nou per incorporar-se a l'esquadra naval que va participar en la batalla de Punta Stilo el 9 de juliol, en la qual però aquesta formació no va tenir un paper important.
El 27 de juliol, el Scirocco i els seus vaixells germans van sortir de Catània i es van unir a l'escorta del comboi en ruta Nàpols-Trípoli durant l'operació «Transporto Veloce Lento» (els vaixells mercants Maria Eugenia, Gloriastella, Mauly, Bainsizza, Col di Lana, Francesco Barbaro i Città di Bari, amb l'escorta dels torpediners Orsa, Procione, Orione i Pegaso): les unitats van arribar a la seva destinació sense danys l'1 d'agost, fins i tot escapant d'un atac pel submarí britànic Oswald.
El 9 d'agost, juntament amb els tres bessons, va posar un camp de mines a les aigües de Pantelleria.
El 21 d'abril de 1941, juntament amb el líder de classe Maestrale i els creuers lleugers Bande Nere i Cadorna, va actuar com a escorta indirecta d'un comboi de subministrament destinat al Deutsches Afrikakorps (vaixells mercants Arcturus, Giulia, Leverkusen i Castellon escortats pels destructors Folgore, Turbine, Saetta i Strale): els vaixells van arribar sense danys a Trípoli el 24.
L'11 de maig va tornar a ser emprada a l'escorta indirecta, juntament amb els creuers lleugers Bande Nere, Cadorna,, Duca degli Abruzzi i Garibaldi i els destructors Dardo, Aviere, Geniere, Grecale i Camicia Nera: sortint de Nàpols, els vaixells van arribar a Trípoli el 14.
També va escortar el comboi «Maritza».
El 3 de juny, va col·locar dos camps de mines al nord-est de Trípoli, juntament amb els destructors cacciatorpediniere Pigafetta, da Mosto, da Verrazzano, Da Recco, Gioberti i Usodimare i amb les divisions IV (creuers lleugers Bande Nere i Alberto di Giussano) i VII creuers lleugers Eugenio di Savoia,  Duca d’Aosta  i Attendolo).
El 19 de juny, juntament amb els bessons Maestrale i Grecale, es va unir a l'escorta d'un comboi amb destinació a Trípoli (transports de tropes Marco Polo, Esperia, Neptunia i Oceania, escortats pels destructors Vivaldi, Da Recco, Gioberti i Oriani i el vell torpediner Dezza), que havia patit un atac, sense resultats, del submarí HMS Unbeaten, davant de Pantelleria: els vaixells van arribar a Trípoli el dia 20, però quan els transports ja havien pres la via de seguretat per al port, el submarí britànic Unique enfonsà el vapor Esperia a 33°03' N i 13°03' E. El Scirocco va participar activament en la recuperació dels nàufrags, rescatant 471 homes.
El 7 de juliol es va dedicar de nou a col·locar mines a l'estret de Sicília, juntament amb els destructors Maestrale, Grecale, Pigafetta, Pessagno, Da Recco, Da Mosto, Da Verrazzano i amb el creuer Divisions IV (Bande Nere i Di Giussano) i VII (Attendolo i Duca d'Aosta).
El 24 de setembre va sortir de Palerm juntament amb els creuers lleugers Duca degli Abruzzi i Attendolo, la III Divisió (creuers pesats Trento, Trieste i Gorizia), els bessons Maestrale i Grecale i el XII Esquadró de Destructors (Corazziere, Lanciere, Ascari i Carabiniere) interceptar un comboi britànic, però fracassat.
Als 16 el 3 de gener de 1942 va sortir del port de Nàpols - juntament amb el cuirassat Duilio, els creuers lleugers Garibaldi,, Montecuccoli i Attendolo i els destructors Maestrale, Gioberti, Oriani i Malocello - per fer d'escorta indirecta del «M. 43": l'enviament de tres combois (amb l'ús de tots els vaixells mercants Monginevro, Nino Bixio, Lerici, Gino Allegri, Monviso i Giulio Giordani).i una escorta directa assegurada pels destructors Vivaldi, Da Recco, Usodimare, Bersagliere, Fuciliere, Freccia i pels torpediners Procione, Orsa, Castore, Aretusa i Antares) des dels ports de Messina, Tàrent i Bríndisi, tots amb destinació a Trípoli; després de l'arribada dels transports al seu destí (que va tenir lloc el dia 5) el Scirocco i la resta d'unitats del grup van tornar a port a les 4.20 del 6 de febrer.
El 22 de gener va formar part de l'escorta indirecta de l'operació «T. 18" (un comboi format pel transport de tropes Victoria - sortit de Tàrent - i pels cargueros Ravello, Monviso, Monginevro i Vettor Pisani - salpat de Messina -, amb l'escorta dels destructors Vivaldi, Malocello, Da Noli, Aviere, Geniere i Camcia Negra i els torpediners Orsa i Castore); el comboi va arribar a Trípoli el 24, patint però la pèrdua del Victoria, enfonsat per dos atacs de torpediners.
El 21 de febrer, durant l'operació «K. 7», va formar part –juntament amb els destructors Pigafetta, Pessagno, Usodimare, Maestrale i el torpedinero Circe– de l'escorta d'un comboi (motor cisterna Giulio Giordani i vaixells a motor de mercaderies Lerici i Monviso) que va sortir de Corfú a les 13.30 i després. va arribar a Trípoli.
Al març també va escortar els vaixells a motor Nino Bixio i Reginaldo Giuliani.
El 16 de març va participar en l'operació «Sirio» donant escorta indirecta, juntament amb el vaixell germà Grecale i el creuer lleuger Duca d'Aosta, a dos combois formats pels transports Reichenfels, Vettor Pisani i Assunta De Gregori (amb un total de 36 tancs, 278 vehicles, 13.124 tones de subministraments i 103 homes) escortats per 5 destructors i dos torpediners: tots els vaixells van arribar sense danys a Líbia.
El 22 de març, a primera hora del matí, va partir de Tàrent, sota el comandament del capità de fragata Francesco Dell'Anno, per unir-se a les forces navals italianes compromeses a la segona batalla de Sirte, però no va tenir temps de participar. en l'acció. A la tarda del dia 22 va començar la navegació de tornada amb mal temps, juntament amb el destructor Geniere ; a les 20.45, però, el motor del port es va avariar, forçant el vaixell a reduir la velocitat a 14 nusos, i després va tornar a 20 als 23. A les 00.07 del dia 23, mentre el mar es tornava cada cop més tempestuós, el Scirocco, sense haver aconseguit encara arribar a la resta de la flota italiana, va haver de procedir a només 7 nusos per altres avaries. A les 5.39 les màquines es van avariar definitivament, deixant el Scirocco immobilitzat i a mercè de les onades, acabant de costat respecte a elles. Malgrat els esforços de la tripulació i la intervenció del Geniere, el vaixell es va enfonsar cap a les 5,45 en la posició 35°50' N i 17°35' E i (a unes 150 milles a l'est de Malta). A les 7 del Geniere va informar que havia vist el Scirocco en problemes, però va ser una il·lusió òptica, ja que el vaixell ja s'havia enfonsat feia més d'una hora.
El 26 de març, un hidroavió que es dedicava a les operacions de rescat va identificar un vaixell, va aterrar prop d'ell i va recuperar dos supervivents, el sergent timoner Michele Perugini i el mariner Domenico Frisenda, a unes vuitanta milles del punt de l'enfonsament: van ser els únics supervivents d'una tripulació de 236.
el comandant Dell'Anno, que abans s'havia distingit al comandament del destructor Alvise da Mosto, va rebre la Medalla d'Or al Valor Militar a la memòria.
El Scirocco havia realitzat un total de 96 missions de guerra (13 amb les forces navals, 4 per a la posada de mines, una per a la caça antisubmarina, 2 per al transport, 14 per a l'escorta de combois, 16 per a l'entrenament i 46 per a la transferència o d'altres tipus), viatjant 33.906 milles i passant 109 dies a la feina.

## Comandants
- Capitano di fregata Francesco Gatteschi (10 de juny de 1940 – febrer de 1941)
- Capitano di fregata Domenico Emiliani (febrer de 1941 – gener de 1942)
- Capitano di fregata Francesco Dell'Anno (+) (gener - 23 de març de 1942)